# Julien Paolini
Julien Paolini (Firenze, 20 giugno 1986) è un regista e sceneggiatore italiano naturalizzato francese.

## Biografia
Nato a Firenze nel 1986, Julien Paolini si trasferisce a Parigi con la sua famiglia ad otto anni e cresce nella periferia parigina. Ha scoperto il teatro e la scrittura in tenera età, ottenendo poi le sue prime pubblicazioni per la cronaca letteraria.
Tra il 2008 e il 2015 ha scritto e diretto numerosi cortometraggi girati tra Francia, Africa e Stati Uniti. Dirige attori come Shiloh Fernandez, Hugo Becker e Bernie Bonvoisin. I film vengono notati in festival internazionali come il Clermont Ferrand International Short Film Festival, il Fespaco, il Rotterdam International Film Festival e il Montréal World Film Festival e vengono acquistati e trasmessi da France Télévisions, Canal + e Orange Cinéma Séries in Francia. In seguito scrive per il canale Arte una serie sull'universo settario e adatta il bestseller J'irai cracher sur vos tombes con la cohérie Boris Vian.
Il suo primo lungometraggio, Amare amaro, torna alle sue origini italiane. Esplora il tema della multicultura e della multiidentità e racconta la lotta di un fornaio francese che mette in pericolo la sua vita scegliendo l'umanità contro la brutalità del suo villaggio siciliano. Il cast è composto da Syrus Shahidi, Tony Sperandeo e Celeste Casciaro. Questo dramma dagli accenti western è stato selezionato da diversi festival internazionali. Apprezzato dalla critica francese, che lega il film ai film gangster di Martin Scorsese, Amare Amaro vince (in Francia) il Grand Prix al Festival Polar de Cognac 2018.
Uscito al cinema in Francia il 17 luglio 2024 con un cast ben noto in Francia, Karmapolice, il suo secondo lungometraggio, è acclamato dalla critica che ci vede "l'eredità di un certo cinema underground newyorkese, dai primi Scorsese ai fratelli Safdie, passando per Velluto blu di Lynch ". "Il film della conferma" per il regista che afferma la sua singolarità. Il film ha vinto un secondo Grand Prix al Festival Polar de Cognac nel 2023, entrando a far parte della giuria nel 2024.

## Filmografia

### Regista
- Risveglio di una pecora (Réveil d'un mouton) - cortometraggio (2009)
- On braque pas les banques avec des fourchettes en plastique - cortometraggio (2010)
- Tuer l'ennui - cortometraggio (2011)
- African Race - cortometraggio (2012)
- Bangs in my chest - cortometraggio (2015)
- L'Autostoppeur de Boris Vian - cortometraggio (2015)
- Amare Amaro (2019)
- Karmapolice (2023)

## Riconoscimenti
- Off-Courts Trouville
  - 2011 - Premio della critica per Tuer l'ennui.
- Festival Polar de Cognac
  - 2018 - Grand Prix per Amare Amaro[13]
  - 2023 - Grand Prix per Karmapolice
- Le prix du scénario Sopadin
  - 2012 - Candidatura al Premio Junior per la migliore sceneggiatura per Conduite Nocturne
- Festival International du film de Saint-Jean de Luz
  - 2018 - Candidatura al Grand Prix per Amare Amaro
  - 2018 - Candidatura al Premio alla regia per Amare Amaro
  - 2018 - Candidatura al Premio del pubblico per Amare Amaro
- Festival du cinéma méditerranéen de Montpellier
  - 2018 - Candidatura al Premio studenti per l'opera prima per Amare Amaro
  - 2018 - Candidatura al Prix du public Midi Libre per Amare Amaro
- Taormina Film Fest
  - 2019 - Candidatura al Miglior Film, Migliore Regia per Amare Amaro.[13]
- Vancouver International Film festival
  - 2019 - Candidatura al BC Emerging Filmmaker Award per Amare Amaro.[14]
- Festival du Film Italien de Villerupt
  - 2019 - Candidatura al Premio della critica per Amare Amaro
- Festival international des scénaristes de Valence
  - 2020 - Candidatura al Concorso Creazione per ROJ.
  - 2021 - Candidatura al Concorso Creazione per ETHƎR
  - 2023 - Candidatura al Premio del mercato degli script per Kerozen Barbares[15].